# Copa Comasta
Copa Comasta es un tipo de kílix que se desarrolló en los inicios de la producción de kílices áticos.

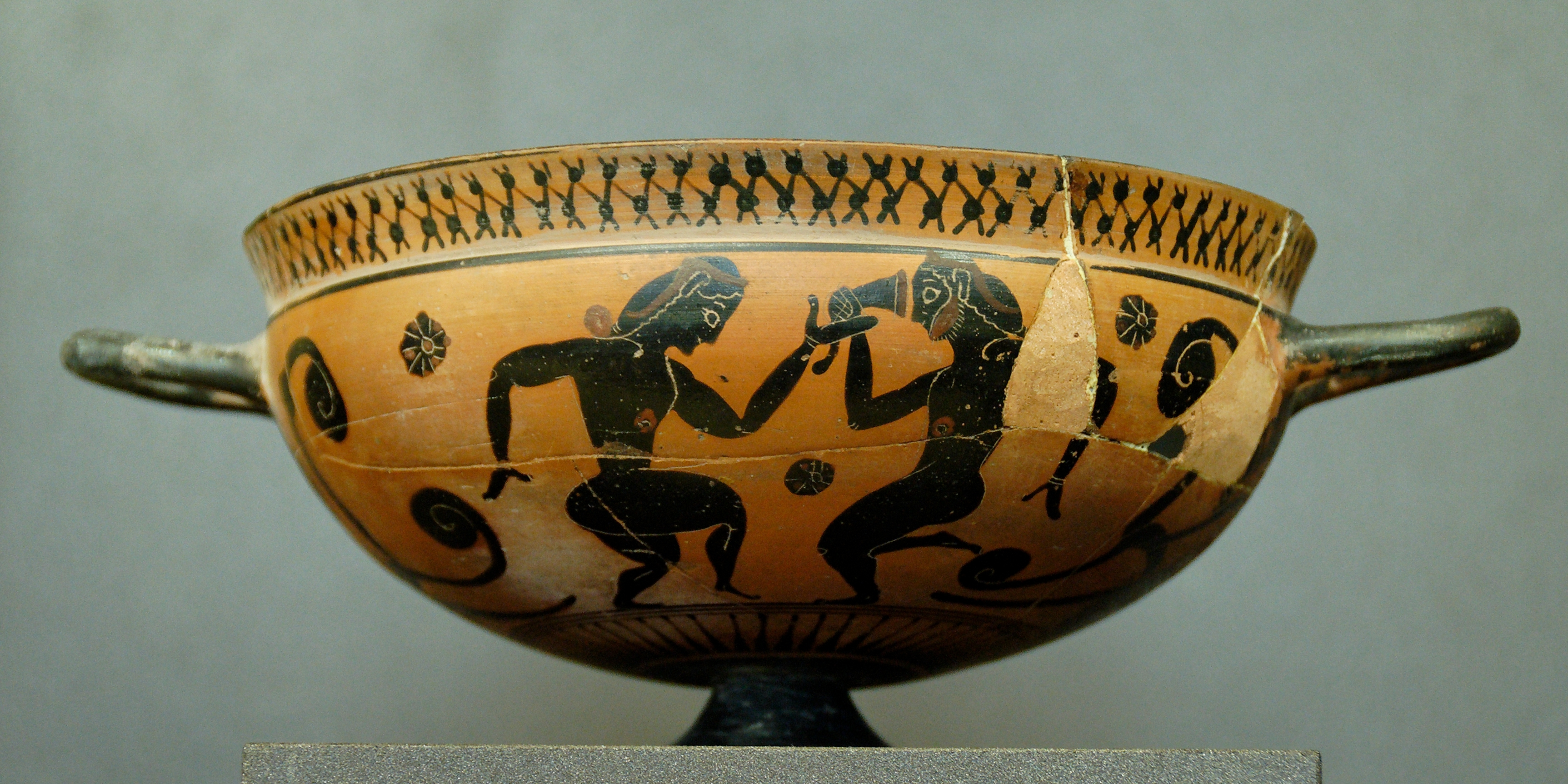
Copa Comasta del Pintor de Falmouth, circa 560 a. C., Louvre.

Las copas para beber se introdujeron desde Oriente Próximo. Las copas comastas eran un desarrollo de las de esta región. Se generalizaron en Jonia y Corinto. Como otros ceramógrafos de la época, los áticos tuvieron una gran influencia de los corintios. La forma hemisférica típica con un labio distinguido y un corto pie de 1,2 cm de altura fue un desarrollo ático. El interior de las copas es negro, solo una banda estrecha o banda por debajo del labio queda en el color de la arcilla base. El pie y el exterior de las asas son también negros. Los primeros ejemplares eran bastante grandes, pero a lo largo del período de su producción gradualmente se hicieron más pequeños. 
Los pintores más importantes fueron el denominado Grupo Comasta, con el Pintor KX como su miembro más importante. El nombre deriva del tema preferido de los artistas, el komos, un motivo estrechamente vinculado con la cerámica etrusca. 